# USS Missouri (BB-63)
USS Missouri (BB-63) ("Mighty Mo" ili "Big Mo") je američki bojni brod klase Iowa. Četvrti je brod koji je imenovan u čast američke savezne države Missouri. Missouri je zadnji sagrađeni bojni brod u povjesti SAD-a i brod na kojem je potpisana kapitualcija Japanskog Carstva čim je završio Drugi svjetski rat. 
USS Missouri je bio naručen 12. lipnja 1940. godine, a u službu je ušao 11. lipnja 1944. (pred sam kraj rata). Sudjelovao je u završnim bitkama u Tihom oceanu, a kasnije je sudjelovao i u misijama u Korejskom ratu od 1950. do 1953. godine. Povučen je u rezervnu flotu tijekom 1955., ali je ponovno aktiviran 1984. godine u sklopu plana 600 brodova za mornaricu, a kasnije se borio i u Zaljevskom ratu.
USS Missouri je odlikovan s 11 borbenih zvijezda za sudjelovanje u Drugom svjetskom ratu, Korejskom ratu i Zaljevskom ratu. Konačno je izašao iz aktivne službe 31. ožujka 1992. godine, ali je ostao u mornaričkom registru sve do siječnja 1995. godine. Doniran je muzeju i od 1998. godine se nalazi u Pearl Harbor na Havajima kao brod-muzej.

## Konstrukcija
USS Missouri je jedan od brzih bojnih brodova klase Iowa. Dizajniran je 1938. od strane Preliminary Design Branch. Porinut je 19. siječnja 1944., a u službu je ušao 11. lipnja iste godine. Brod je bio planiran kao treći u svojoj klasi, ali je bio četvrti i posljednji porinut. Tijekom uvođenja u službu u izradi su bila još dva planirana bojna broda: USS Illinois i USS Kentucky. SAD je imao namjeru nakon klase Iowa početi izgradnju novih bojnih brodova klase Montana. No, Illinois i Kentucky su otkazani usred izgradnje, a plan o klasi Montana je odbaćen i prije nego što su položene prve kobilice za nove brodove. USS Missouri je bio posljednji dovršeni bojni brod koji je izgrađen u SAD-u. Brod je prilikom porinuća krstila Mary Margaret Truman, kćer Harry S. Trumana koji je tada bio senator američke savezne države Missouri.
Glavno naoružanje USS Missourija je devet 406 mm/50 kalibara Mark 7 mornaričkih topova, koji mogu ispaliti približno 1200 kg probojnih granata do najviše 32 km udaljenosti. Sekundarno naoružanje čini 20 127 mm/38 kalibara topova koji se nalaze po dva u jednoj kupoli s dometom oko 14 km. Kako bi mogao zaštiti nosače zrakoplova, morao je imati i protuzrakoplovno oružje. Zato su ugrađeni Oerlikon 20 mm i Bofors 40 mm topovi. Nakon 1984. godine, 20 mm i 40 mm topovi su zamijenjeni s Phalanx CIWS sustavom za zračnu obranu koji štiti od neprijateljskih raketa i zrakoplova. Postavljene su i lansirne kutije dizajnirane za ispaljivanje krstarećih Tomahawk raketa i Harpoon protubrodskih raketa.

## Drugi svjetski rat (od 1944. – 1945.)
Nakon testiranja i izvedenih vojnih vježbi, USS Missouri se seli 11. studenog 1944. iz Norfolka u Virginiji preko panamskog kanala (18. studenog) sve do San Franciscoa za završene pripreme. Napustio je San Francisco 14. prosinca i otplovio u luku Pearl Harbor na Havajima 24. prosinca 1944. godine. Havaje je napustio 2. siječnja 1945. godine i otplovio do Karolinskog arhipelaga (otok Ulithi) gdje je stigao 13. siječnja 1945. Tamo je bio privremeni stožer Viceadmirala Marca A. Mitschera. Bojni brod Missouri je 27. siječnja poslan u borbu zajedno s nosačem zrakoplova USS Lexington (CV-16) koji je 16. veljače obavio svoj prvi zračni udar na Japan. Prvi udar je napravljen s nosača USS Hornet (CV-8) u travnju 1942. godine.
USS Missouri je tada krenuo na operaciju iskrcavanja na Iwo Jimi gdije je sa svojim topovima pružao direktnu potporu invaziji koja je započela 19. veljače. Nakon povratka na Ulithi 5. ožujka, "Missouri" je preseljen na zaštitu nosača USS Yorktown (CV-10) i njegove grupacije. 14. ožujka poslan je zajedno sa svojom grupacijom na glavne japanske otoke. Tijekom napada na ciljeve koji su započeli 18. ožujka uzduž obale Japana, USS Missouri je srušio četiri japanska zrakoplova. 
Napadi na aerodrome i pomorske luke blizu Unutarnjeg mora su i dalje nastavljene. Tijekom japanskog napada, dvije bombe probile su hangar i međupalubu nosača USS Franklin (CV-13) na udaljenosti 90 kilometara od japanskog otočja. Krstarica USS Pittsborgh (CA-72) je teglila sve dok nije postignuta brzina od 14 čvorova (26 km/h). USS Missouri i cijela pratnja nosača pružila je zaštitu USS Franklinu do Ulithija do 22. ožujka, a tada je krenula prema invaziji na Okinawu.
"Missouri" se pridružio ostalim brzim bojnim brodovima na bombandiranju obale otoka Okinawe 24. ožujka 1945., koje je prisililo japanske snage na povlačenja s obale i otvorio se prostor za iskrcavanje. Iskrcavanje je započelo 1. travnja 1945. godine. Avijoni s nosača napadali su specijalne Japanske postrojbe predvođenu bojnim brodom Yamato 7. travnja. "Yamato", najveći bojni brod na svijetu se nasukao zajedno s krstaricom i razaračem. Tri druga japanska razarača bila su teško oštećena. Ostala četiri razarača, jedini preživjeli tijekom napada, su oštećeni povučeni do luke Sasebo.
Na dan 11. travnja niskoleteća kamikaza, srušila se na desni bok broda, odmah ispoda glavnog mosta. Brod se zapalio, ali je vatra ubrzo ugašena. Bojni brod je pretrpio samo površinska oštećenja. Ostaci tijela pilota su prikupljeni na krmi broda ispred jednog od 40 mm topova. Kapetan William M. Callaghan je odlučio da je mladi japanski pilot dobro obavio svoj posao uz veliki ponos i da mu treba pružiti vojni sprovod. S tom odlukom se nisu složili svi članovi posade, pilot je bio njihov neprijatelj i pokušao ih je ubiti, ali je sljedeći dan bačen u more sa svim vojnim počastima. Udubljenje na desnom boku broda je i dalje vidljiva.
Oko 23:05 17. travnja 1945. Missouri je uočio neprijateljsku japansku podmornicu 22 km ispred njegove formacije. Njegovo upozorenje je riješenu uz pomoć lakog nosača USS Bataan (CVL-29) i četiri razarača, koji su potopili japansku podmornicu "I-56".
"Missouri" je odvojen od nosača zrakoplova kod Okinawe 5. svibnja i otplovio je do Ulithija. Tijekom bitke za Okinawu, srušio je pet neprijateljskih zrakoplova, sudjelujući uuništavanju ostalih šest i preživio jednu sigurnu smrt. Pomogao je izdržati 12 dana napad neprijatelja i borio se četiri noći tijekom napada na njegovu grupaciju. Njegovo bombandiraje otoka uništilo je nekoliko topova i mnoge vojne građevine i tvornice.
"Missouri" je došao na Ulithi 9. svibnja 1945. od kuda je zaplovio za Apra Harbor, Guam, gdje je stigao 18. svibnja. Luku je napustio 21. svibnja, a 27. svibnja je izveo kraće bombandiranje japanskih položaja na Okinawi. USS Missouri je nakon toga poveo 3. flotu u napad na aerodrome i vojne objekte na japanski otok Kyushu 2. i 3. lipnja. Ušao je u jaku oluju 5. i 6. lipnja koja je oštetila pramac krstarice USS Pittsburght (CA-72). Neki najviši vrhovi broda su razvaljeni, ali Missouri nije pretrpio veću štetu. Njegova flota je ponovno napala Kyushu 8. lipnja u koordiniranom bombandiranju prije nego što se vratila do otoka Leyte. U lagunu San Pedro na otoku Leyte je stigao 13. lipnja 1945., nakon skoro tri mjeseca neprekidnog sudjelovanja u bitki za Okinawu.
Tu je pripremljen za vođenje jake 3. flote u napad na srce Japana. Flota je postavila kurs prema sjeveru 8. lipnja i približila se japansom glavnom i navećem otoku, Honshū. Uzbuna je iznenadila Tokijo 10. lipnja koja je praćena rušenjem veza između Honshūa i Hokkaida, po veličini drugog japanskog otoka. Po prvi puta mornarički topnički napad je uništio glavne ciljeve unutar glavnog japanskog otoka kada se Missouri 15. lipnja pridružio bombandiranju koje je oštetilo Nihon Steel Co. i Wanishi Ironworks u Muroranu, Hokkaido.
Tijekom noći s 17. na 18. lipnja "Missouri je gađao industrijke mete na otoku Honshū. Sukobi su se nastavili i 25. lipnja 1945. kada je Missouri štitio nosače zrakoplova koji su napali glavni grad Japana. Do kraja lipnja, Japan nije imao kontrolu nad morem oko sebe. Missouri je vodio flotu u zauzimanju kontrole nad zračnim prostorom glavnih japanskih otoka. 

### Potpisivanje japanske kapitulacije
Napadi na Hokkaido i sjeverni Honshu su stali 9. kolovoza 1945., dan kada je bačena duga atomska bomba na Nagasaki. Dan kasnije, 10. kolovoza 1945., u 20:54, časnici na USS Missouriju su obaviješteni neslužbenom informacijom s je Japan spreman na predaju. U 7:45, 15. kolovoza, je potvrđeno da je američki predsjednik Harry S. Truman potvrdio i prihvatio bezuvjetnu kapitulaciju Japana. 
Admiral kraljevske mornarice, Sir Bruce Fraser, zapovjednik Britanske pacifičke flote, ukrcao se na USS Missouri i 16. kolovoza je odlikovao Admirala Halseya za viteza Britanskog carstva. Missouri je premjestio 200 časnika i vojnika na bojni brod USS Iowa za privremenu dužnost slanja okupiranih snaga za Tokijo 21. kolovoza 1945. godine. Missouri je sam ušao u zaljev Tokija 29. kolovoza zbog priprema za potpisivanje službene kapitulacije. 
Visoki vojni časnici svih savezničkih zemalja su se ukrcali 2. rujna 1945. Ukrcali su se kineski general Hsu Yung-Ch'ang, britanski Admiral flote Sir Bruce Fraser, sovjetski general pukovnik Kuzman Nikolaevich Derevyanko, australiski general Sir Thomas Blamey, kanadski zapovjednik Lawrenca M. Cosgrave, francuski general Philippe Leclerc de Hautecloque, nizozemski viceadmiral Conrad Emil Lambert Helfrich i novozelanđanski maršal Leonard M. Isitt.
Admiral flote Chester Nimitz se ukrcao nedugo zatim, oko 8:00, a Vrhovni general američke vojke Douglas MacArthur oko 8:43. Japanski predstavnici, predvođeni ministrom vanjskih poslova Mamoru Shigemitsu, stigli su u 8:56. U 9:02 general MacArthur je stao ispred mikrofona i započeo 23 minutnu ceremoniju predaje koju je svijet dočakao na nogama: 
Tijekom ceremonije, paluba broda je bila ukrašena sa samo dvije američke zastave. Jedna je bila izvrno napravljena za bojni brod, a druga je bila od broda komodora Perryja. Do 9:30 japanski izaslanici su napustili brod. Poslije podne, 5. rujna, Adimiral Halsey je premjestio svoju zastavu na bojni brod USS South Dakota (BB-57) i sljedeću zoru "Missouri" je napustio tokijsku uvalu. Kao dio tekuće operacije "Crveni tepih" je pokupio vojnike u Guamu za povratak kući i otplovio do Havaja. Uplovio je u luku Pearl Harbor 20. rujna i 28. rujna ujutro je primio zastavu Admirala Nimitza za prijem.

## Poslije rata (1946. – 1950.)
Sljedeće jutro, Missouri je iz Pearl Harbora zaplovio za istočnu obalu SAD-a. Došao je do New Yorka 23. listopada 1945. godine. Četiri dana kasnije, Missouri je zapucao iz svojih topova kada se na njega ukrcao predsjednik Truman za vrijeme proslave dana američke mornarice.
Nakon ispitivanja i provjere u New York Naval Shipyard i trening krstarenja do Kube, Missouri se vratio u New York. Tijekom popodneva 21. ožujka 1946., primio je posmrtne ostatke turskog veleposlanika u SAD-u, Münira Ertegüna. Iz Amerike je otplovio do Istanbula i došao 5. travnja. Primio je sve počasti, uključujući i počasno pucanje iz 19 topova broda tijekom iznošnja tijela i ponovo za vrijeme sprovoda. 
Missouri je napustio Istanbul i ušao u Grčke vode gdje je dočekan od strane Grčke vlade i antikomunističkih građana. Grčka je postala mjestom građanskog rata između komunističkih pokretaća otpora i povratničke Grčke vlade u progonstvu. SAD su vidjele da je ovo važan test za njihovu novu princip zaustavljanja utjecaja SSSR-a i komunizma općenito. Sovjeti su također ovdje vidjeli šansu da si osiguraju nesmetan prolaz između Crnog i Sredozemnog mora. Plovidba Missourija po istočnom dijelu Sredozemnog mora simbolizirala je američke strateške interese za tu regiju. 
Missouri je napustio Grčke vode 26. travnja, pristajući u Alžiru i Tangeru prije nego što je 9. svibnja zaplovio za Norfolk, Virginia. Produžio je za Culebru 12. svibnja kako bi se pridružio 8. floti Admirala Mitschera u prvoj većoj mornaričkoj vježbi u Atlantskom oceanu poslije Drugog svjetskog rata. Bojni brod se vratio u New York 27. svibnja, i proveo je sljedeću godinu patrolirajući uzduž američke obale i obavljajući vojne vježbe. Tijekom vježbe gađanja u sjevernom Atlantiku 13. prosinca, pogođen je ne eksplodiranom granatom ali srećom nije bilo ozljeđenih. 

### Zajednički poslužitelj
|  | Zajednički poslužitelj ima stranicu o temi USS Missouri (BB-63)    |
|  | Zajednički poslužitelj ima još gradiva o temi USS Missouri (BB-63) |